# Олейник, Алексей Прокофьевич
Олейник Алексей Прокофьевич (14 марта 1914, Ивановка — 11 ноября 1977, Киев) — советский скульптор, народный художник УССР (с 1963 года), лауреат Сталинской премии.

## Биография
Родился 14 марта 1914 года в селе Ивановка (теперь Петриковского района Днепропетровской области). Учился в Днепропетровском художественном училище. В 1947 году окончил Киевский художественный институт, где учился у Н. Гельмана и Н. Лысенко.
С 1947 года преподавал в Киевском художественном институте, с 1960 года — профессор. Член КПСС с 1963 года.
Умер в Киеве 11 ноября 1977 года. Похоронен на Байковом кладбище.

## Награды
Награждён орденом Трудового Красного Знамени и Сталинской премией (1951).

## Произведения

### Станковые скульптуры
- «Сталевар И. Невчас» (1949)
- «Ходок у В. И. Ленина» (1951)
- «Портрет Героя Социалистического Труда Л. Водолаги» (1951)
- «В. И. Ленин» (1953)
- «Т. Шевченко» (1964)
- «Портрет писателя Ивана Ле» (1974)

### Памятники
- Бюст Афанасия Мирного (Полтава, 1951)
- Памятник Т. Шевченко (Оквилл, Канада, 1951)
- Памятник Тарасу Шевченко (Донецк, 1955)
- Памятник В. И. Ленину (Днепропетровск), 1957, в соавторстве
- Памятник С. В. Рудневу (Путивль, 1961)
- Памятник В. И. Ленину (Харьков, 1963)
- Памятник Д. Мануильскому (Киев, 1966)
- Памятник Г. Петровскому (Киев, 1970)
- Памятник С. П. Королеву (Житомир, 1971)
- Мемориальный комплекс жертвам фашизма в с. Кортелесах Волынской области (1980).
- Памятник Богдану Хмельницкому (Хмельницкий, 1955)

### Надгробия
- О. А. Петрусенко на Байковом кладбище в Киеве.
- А. С. Пащенко на Байковом кладбище в Киеве.